# Yasuhiro Maruta
Yasuhiro Maruta (丸田康裕?, Maruta Yasuhiro; 6 novembre 1984) è un ex giocatore di football americano giapponese che ha giocato come runningback.